# Лето
Лето́ (грец. Λητώ), Лато́на (лат. Latona) — у давньогрецькій міфології — дочка титана Кея та Феби, дружина Зевса, з якою він розлучився заради Гери, або ж його коханка поза шлюбом, мати Аполлона й Артеміди.
Лето вважалася помічницею при пологах та опікункою здоров'я новонароджених, тому її ототожнювали з Ілітією. Іноді вона посилала неплідність і руйнувала сім'ю. Зображували Лето у вигляді скромної жінки з накинутим на голову плащем. На вазовому розписі вона зображувалася разом з дітьми.
Народилася на острові в Океані проти країни кельтів, чому там шанують Аполлона, і царюють там Бореади

## Народження дітей
Зевс оволодів нею, перетворившись на перепілку . Коли Лето прийшов час народжувати, ревнива Гера заборонила земній тверді дати породіллі місце для пологів.
За найвідомішою версією, Гера переслідувала її на всій землі, і лише на острові Делос біля озера вона народила Артеміду, а за допомогою Артеміди Аполлона . Коли Лето наздоганяв Піфон, за наказом Зевса Борей переніс Лето на Делос, де вона, тримаючись за оливу, народила Аполлона і Артеміду . Або Борей приніс її до Посейдона, а він переніс її на Ортігію і закрив острів хвилями. Піфон не знайшов його, і тоді Посейдон повернув острів наверх. Лето звернулася за допомогою до плавучого острову Делос - тим самим формально обійшовши заборону Гери, - обіцяючи в нагороду прославити його. Делос дав можливість Лето народити дітей на його берегах. Проте Гера заборонила Ілітії допомагати своїй суперниці. Лето мучилася переймами кілька днів, багато богинь зібралися навколо неї, співчуваючи, але не в силах нічого зробити. Ілітія погодилася допомогти тільки після піднесення богинями дару. За однією з версій міфу, Ілітія затримала народження тільки Артеміди вже після успішної появи на світ Аполлона. За іншою - Артеміда народилася першою і відразу ж почала приймати у матері пологи свого брата Аполлона. Після успішного народження Аполлона і Артеміди острів Делос став, нарешті, нерухомим.
Перед цим Лето розв'язала пояс, збираючись народити, в Зостері (Аттика), де був її жертовник . Згідно з Клеархом, вона прийшла з Халкіди на Евбеї в Дельфи й народила Аполлона і Артеміду поблизу печери Піфона.
Або Зевс перетворив її на перепілку і відправив на острів . За іншим варіантом, Лето прийшла за 12 днів з країни гіпербореїв на Делос у вигляді вовчиці. Відповідно до Арістона Олександрійського, вона народила дітей поблизу джерела Ортігія в Ефесі 
Два стовбура, які вона тримала при пологах, показували на Делосі . Купалася після пологів у річці Кенхрій в парку Ортігія в Ефесі .
Народивши дітей, вона поневірялася по Лікії і просила води у місцевих жителів. Але вони замутили воду в озері Меліта, і Лето перетворила їх у жаб . Вона омила дітей у річці Ксанфі .

## Інші перекази
Коли боги втікали в Єгипет, вона перетворилася на землерийку . Покровителька перепілок . У Дельфах їй присвячують ріпу, якої їй захотілося .
Літо вважається символом материнства, материнської любові і шани дітьми. Ображена в материнських почуттях фіванською царицею Ніобою, матір'ю численних синів і дочок, Лето звернулася до своїх дітей Аполлона і Артеміди з вимогою помсти, і ті вразили стрілами всіх дітей кривдниці.
Їй присвячено XXXV орфічний гімн.